# SE (漫画)
『SE』（エスイー、副題：SYSTEM ENGINEER）は、此ノ木よしるによる日本の漫画。『ヤングアニマル』（白泉社）にて2013年5号から2015年2号まで連載。話数表記は「File： ○」、最終話は「Last File」表記。単行本は全4巻。
一般的に扱われているジャンルの漫画作品の中では珍しい、システムエンジニアを扱った作品である。17歳にしてSE会社の社長である女子高生の少女のヒロインと、彼女に思いを寄せるその会社の新入社員の青年の主人公、およびその先輩社員たちが織り成すオフィスコメディ作品である。
物語のコンセプトは、「激務・薄給・休日出勤当たり前・出会いナシ」などの「現実社会におけるSEのイメージを変える理想の会社」と銘打たれている（単行本1巻発売付属の帯より）。
単行本最終4巻発売付属の宣伝帯にて、グラビアアイドルの倉持由香が推薦コメントを寄せている。

## あらすじ
大学生の丘史郎は、電車でよく会う女子高生の少女・高島百香に思いを寄せていた。ふとしたことがきっかけで彼女と会話を交わすが、あるトラブルで彼女に逃げられ告白に失敗してしまう。丘は後にSE会社に入社するが、そこで百香と再会。彼女は現役女子高生にして会社の社長だった。丘と百香は互いにギクシャクした日々を送るものの、次第に惹かれあっていく。

## 登場人物
丘史郎（おか しろう）
本作の主人公。22歳。眼鏡をかけた短髪の青年。大学プログラム専攻科を卒業。さえない面もあるが、前向きで潔い性格。
毎日の通勤電車内でよく顔を合わせる百香に好意を抱くようになり、ふとしたことで会話を交わすが、思わぬトラブルにより告白に失敗。それでもめげずに大学卒業後、仕事一筋と目標を決め就職活動し、偶然百香が経営する株式会社「PEACH SYSTEM」に入社する。百香とは互いの誤解などもあってギクシャクした関係となるが、次第に親密になっていく。紆余曲折の末、終盤近くで百香と一線を超えて、最終回では結婚したことが語られた。
高島百香（たかしま ももか）
本作のヒロイン。17歳。現役女子高校生にして天才的なプログラマーであり、自ら設立したSE株式会社「PEACH SYSTEM」の社長を務めている。
彼女もまた電車でよく顔を合わせる丘に好意を抱いており、実は相思相愛の間柄である。かなり変態的な妄想癖の持ち主であり、丘の裸体や自分と丘との絡みを妄想しては突飛な言動や行動をすることもある。紆余曲折の末、終盤近くで、自身が誘導する形で丘と一線を超えて、最終回では結婚したことが語られた。なお発症していた難病に関してその後の言及はない。
成瀬真（なるせ まこと）
「PEACH SYSTEM」のプロジェクトマネージャー。35歳。喫煙者。明るく社交的で砕けた性格の男性。丘の理解者の一人となる人物。実は武藤や星とは幼馴染であった。終盤近くで武藤にプロポーズし結婚、最終回で一児の父となる。
森田菜乃（もりた なの）
「PEACH SYSTEM」の社員の1人。25歳。眼鏡をかけた長髪の女性。実年齢以上に幼く清純な風貌だが、私生活はだらしがなく、行きずりの男と一夜を過ごすなど性にも奔放。このため、これを知った武藤からは軽蔑されている。丘を気にしており、彼を誘惑しようとするも失敗し、最終的には百香との関係が進展しているのを前後して、その性格が災いして周囲の恋愛が進展していく中で自分だけが取り残された末に星と凸凹な関係になっているところを周囲からお似合いと評されており、最終回では2人揃って登場する場面が描かれた。
武藤麗子（むとう れいこ）
「PEACH SYSTEM」の社員の1人。32歳。ウェーブ掛かった長髪が特徴の妖艶な女性。「社長の愛人」を自称するほど百香を溺愛しており、百香がらみの話になると必ず突っかかるが、これは百香の持病を心配しているためである。終盤近くで成瀬のプロポーズを受け結婚、最終回で一児の母となる。
星（ほし）
株式会社「星製作所」の社長である、無精ひげを生やした筋肉質でつなぎを着た強面の男。37歳。「銀の弾丸（シルバーブレッド）」の異名を持つ凄腕の元・SEであり、成瀬・武藤・森田とも腐れ縁の仲。プログラムの打ち手の具合によってその人の性的嗜好を看破できるという洞察力・人間観察力を持つ。粗野でデリカシーがなく言動・素行そのものに問題があるが、その中には的を射た発言もしている。成瀬たちには態度が大きい反面、丘の性的嗜好をしつこく聞いてくる百香には頭を悩まされている。丘に目をつけてプログラミングの極意を叩き込む。後にオナホの売り文句の提案を百香に指名された丘の説明の内容から丘を再評価するようになる。終盤が近づくにつれて次第に粗野な面は薄れ、取り残された森田を慰めたことで凸凹な関係になりはじめたところを周囲からお似合いと評されており、最終回では2人揃って登場する場面が描かれた。
島風千代子（しまかぜ ちよこ）
成瀬のビジネスパートナーである資産家の女性。和服を纏ったショートヘアが特徴。背丈は百香と同じくらい。猫を飼っている。気に入った人にはいきなり手錠（実はオモチャ）をかけるなど奇抜な行為をする。そのことから成瀬に「妖怪 手錠少女」と揶揄されている。
西屋京介（にしや きょうすけ）
最終回に登場する主人公。21歳。「PEACH SYSTEM」の新入社員。立ち位置的には第1話の丘とほぼ同じ。星に自身の苗字の「西」から取って東亜と共に「東西コンビ」とあだ名された。
東亜スイ（とうあ スイ）
最終回に登場するヒロイン。「PEACH SYSTEM」の新入社員で、百香のオナホ論に影響されて入社した。立ち位置的には第1話の百香とほぼ同じだが、同じ新入社員である西屋に「オナニーが好きか」といきなり聞くなど百香と互角以上の変人。星に自身の苗字の「東」から取って西屋と共に「東西コンビ」とあだ名された。

## 書籍
- 此ノ木よしる 『SE』白泉社〈ジェッツコミックス〉、全4巻
  1. 2013年12月5日初版発行、2013年11月29日発売 ISBN 978-4-592-14163-1
  2. 2014年7月5日初版発行、2014年6月27日発売 ISBN 978-4-592-14164-8
  3. 2014年12月5日初版発行、2014年11月28日発売 ISBN 978-4-592-14165-5
  4. 2015年5月5日初版発行、2015年4月28日発売 ISBN 978-4-592-14166-2